# Onthophagus arunensis
Onthophagus arunensis är en skalbaggsart som beskrevs av Scheuern 1995. Onthophagus arunensis ingår i släktet Onthophagus och familjen bladhorningar. Inga underarter finns listade i Catalogue of Life.